# Aelurillus balearus
Aelurillus balearus (лат.) — вид пауков рода Aelurillus из семейства пауков-скакунчиков (Salticidae).

## Распространение
Западная Палеарктика:  Канарские острова, Балеарские острова.

## Описание
Просома самцов коричневая с белыми щетинками, область глаз темно-коричневая. Клипеус коричневый, покрыт коричневато-жёлтыми волосками. Длина просомы самцов: 2,5 мм. Хелицеры темно-коричневые. Ноги желтовато-коричневые, с коричневыми отметинами. Опистосома желтовато-серая, дорзум чёрный с волосками коричневого, черного и белого цвета.
Просома самок коричневая, покрыта белыми щетинками и тёмными шипиками. Клипеус темно-коричневый с белыми щетинками. Длина просомы самки: 3,0 мм. Стернум коричневый. Ноги жёлтые, покрыты белыми щетинками. Опистосома серо-жёлтый с дорзумом, покрытым коричневыми и белыми волосками. 
Вид Aelurillus balearus был впервые описан российским арахнологом Галиной Азаркиной  (СО РАН, Новосибирск, Россия в 2006 году.